# Кубанская Степь
Кубанская Степь — посёлок в Каневском районе Краснодарского края.
Административный центр Кубанскостепного сельского поселения. Глава поселения — Кирсанова Наталья Анатольевна (с 28 сентября 2021 года).

## Организации и учреждения
- ПАО «Кубанская степь»
- Социально-реабилитационный центр для несовершеннолетних
- СОШ № 18
- Детский сад № 18
- Кубанскостепная амбулатория
- Администрация Кубанскостепного сельского округа
- Дом Культуры «Кубанская степь»
- Библиотека

## География

### Климат
Климат умеренно континентальный с достаточно мягкой зимой (средняя температура января −3,6 °C) и умеренно жарким летом (июль +29,3 °C). Осадков выпадает около 500 мм, в основном в виде ливней в начале лета.

### Местоположение
Посёлок расположен в 100 км к северу от Краснодара и в 145 км к югу от Ростова-на Дону, на истоке реки Сухая Челбаска. Протяжённость: 1,6 км с запада на восток и 800 м с севера на юг. Общая площадь — 130 га. Протяжённость дорог с твердым покрытием — 9,7 км.

### Улицы
- ул. 40 лет Победы
- ул. Набережная
- ул. Почтовая
- ул. Садовая
- ул. Степная
- ул. Фестивальная
- ул. Центральная
- ул. Школьная

### Водные ресурсы
На территории посёлка находится исток реки Сухая Челбаска. Рыболовным хозяйством образованы два котлована, действующих по состоянию на апрель 2017 года.

## Памятники и парки
В посёлке есть парк отдыха, на его территории находится памятник «В. И. Ленин». Напротив парка находится памятник «Неизвестный солдат».

## Торговля и услуги
На территории посёлка имеются 4 продуктовых магазина, 1 магазин хозтоваров и 1 магазин одежды.
Также есть отделение Почты России и Сбербанка.
Для населения есть прилавки для продажи продуктов собственного производства.

## История
Посёлок Кубанская Степь образован в 1927 году.

## Население
| 2002 | 2010  |
| ---- | ----- |
| 1341 | ↗1389 |